# Артур, Роберт (драматург)
Ро́берт Артур-младший (англ. Robert Arthur Jr.; 10 ноября 1909, Кораплис, штат Джорджия, США — 2 мая 1969, Филадельфия, штат Пенсильвания, США) — американский писатель, драматург, редактор, автор детективных и мистических рассказов, сценарист радио и телевидения.
Наибольшую известность Артур получил как создатель и главный автор серии детских детективов «Три сыщика» (The Three Investigators), а также редактор антологий мистических рассказов для детей и взрослых. Его творчество отличает мастерское владение интригой и умение создавать напряжённую атмосферу загадки.
Артур сотрудничал с такими известными радиопрограммами, как «Murder by Experts» и «The Mysterious Traveler», многие сценарии которых написаны им лично. Он также участвовал в создании популярных телевизионных проектов 1950—1960-х годов.
Творчество Роберта Артура оказало заметное влияние на развитие жанров детективной и приключенческой литературы XX века в США.
Многие его рассказы («Сатана и Сэм Шэй») написаны в жанре иронической фантастики, что делает его творчество схожим с творчеством Роберта Шекли.